# Livia Rusz
Livia Rusz (în maghiară Rusz Lívia; n. 28 septembrie 1930, Cluj, România – d. 26 februarie 2020, Budapesta, Ungaria) a fost o ilustratoare de cărți pentru copii, de origine maghiară.
La liceu, a fost remarcată și îndrumată de profesorul Kovács Zoltán, ulterior fondatorul și rectorul Institutului de Arte „Ion Andreescu” din Cluj.
După ce și-a dat bacalaureatul, s-a înscris la Institut, pe care l-a absolvit in 1955. Până în 1958, a lucrat ca asistent universitar, apoi postul s-a desființat. S-a angajat ca ilustratoare la revista pentru copii „Napsugár”(Rază de soare), un fel de „Luminița” în limba maghiară.
În 1959 a publicat în revista „Napsugár” prima sa bandă desenată "Lusta Lili și Tunya Toni la culesul strugurilor". A semnat numeroase benzi desenate până în 1980. Dintre acestea, se detașează "Cipi, piticul neascultător"(1964) și "Cipi, uriașul fericit"(1968).
În 1966, Livia Rusz ilustrează prima sa carte în limba română, "Piticul cel furios", textul fiind scris de Fodor Sandor.
Tracasată de activiștii politici și de securitatea României comuniste, Lívia Rusz a fugit în 1987 în Germania, de unde s-a mutat în Ungaria, unde a trăit tot restul vieții într-o mică vilă din Budapesta.
Este cunoscută pentru ilustrațiile la traducerea cărții lui J.R.R. Tolkien The Hobbit (apărută în românește în 1975 la Editura Ion Creangă, sub titlul O poveste cu un Hobbit). A ilustrat benzi desenate în revistele Arici Pogonici, Cutezătorii, Șoimii Patriei, Luminița, Cravata roșie, Napsugar și Jobarat.
În aprilie 2006 a fost invitată de onoare la Salonul româno-maghiar de bandă desenată de la Institutul Cultural Român din Budapesta.

## Opere ilustrate
- O poveste cu un hobbit, de J.R.R. Tolkien
- Aventurile lui Mac și Cocofifi (serie de patru cărți), de Lucia Olteanu: Aventurile lui Mac (1970); Zâmbiți, vă rog (1973); Bilete pe adresa prietenilor mei (1974); Hai în lună (1978)
- Cipi, acest pitic uriaș de Sandor Fodor
- Piticul cel fioros de Sandor Fodor
- Piticul și Surzilă de Sandor Fodor
- Povești. Povestiri. Amintiri de Ion Creangă
- Basme de Wilhelm Hauff
- Cântărețul Vrăjitor de Robert Browning
- Cenușăreasa, de Frații Grimm
- Povești de Frații Grimm
- Peter Pan și Wendy, de J.M. Barrie
- Comoara cu povești (ilustrații de Livia Rusz, Felicia Avram)
- Pe drumurile țării, de Teodor Bratu și Petre Ghelmez
- Povești de aur, de Ali Baba și Mos Nae (N. Batzaria)
- Mișkati intervine

## Albume și monografii
- Doi ani de vacanță, după Jules Verne (povestire apărută inițial în revista Napsugar)
- Csipike és a többiek (povestiri apărute inițial în revistele Napsugar și Jobarat)
- Aventurile lui Mac (Integrala din Arici Pogonici, 1966-1976)
- Monografia Livia Rusz, de Dodo Niță și Kiss Ferenc
- Dan Buzdugan Kalandjai
- Integrala benzilor desenate din revista Napsugar, 1959-1981